# USS Abraham Lincoln (CVN-72)
«Авраам Лінкольн» (англ. USS Abraham Lincoln (CVN-72)) — американський авіаносець, п'ятий побудований у класі авіаносців «Німіц».
Авіаносець «Авраам Лінкольн» був закладений 3 листопада 1984 р., спущений на воду 13 лютого 1988 р. та введений до складу флоту 11 листопада 1989 р. Вартість будівництва склала 4,5 мільярда  доларів США.
Основним місцем служби авіаносця став Тихий океан, більшість походів на бойове чергування здійснюється у Перський затоці.

## Історія
«Авраам Лінкольн» був переведений на Тихий океан у вересні 1990 року. Під час переходу здійснював маневри «Грінго-Гаучо» спільно з аргентинською морською авіацією. Перше розгортання у західній частині Тихого океану почалось несподівано 28 травня 1991 у відповідь на операції «Щит пустелі» / «Буря в пустелі».
Під час переходу в напрямку Індійського океану корабель був відвернутий для підтримки операцій з евакуації після виверження вулкана Пінатубо на острові Лусон на Філіппінах. На підтримку операції «Вогняне бдіння» (Fiery Vigil), авіаносець вів армаду з 23 кораблів, які перевезли понад 45000 чоловік з морської бази Субік-Бей до порту Себу на Вісайських островах.
Після евакуації, «Авраам Лінкольн» пішов до Перської затоки, де запускав розвідувальні польоти і бойові патрулі в Іраку та Кувейті у підтримці союзних та американських військ що брали участь у операції «Буря в пустелі».
На початку 1992 року корабель був в Аламеді для проведення дрібного ремонту та переобладнання.
15 червня 1993 авіаносець вийшов у похід до західного Тихого океану, Індійського океану та Перської затоки та був флагманом Авіаносної групи 3. У жовтні 1993 року, корабель був викликаний до узбережжя Сомалі для надання допомоги гуманітарним операціям ООН. Протягом чотирьох тижнів, «Авраам Лінкольн» забезпечував повітряне патрулювання над Могадішо в підтримку операції «Відродження надії» Миротворчих сил ООН.
Після того, як закон бойового винятку (Combat Exclusion Law) був скасований 28 квітня 1993 року, «Авраам Лінкольн» став першим авіаносцем де провадилась інтеграція жінок-пілотів у команду. Корабель залишив Сан-Дієго 24 жовтня 1994, щоб почати перепідготовку. Наступного дня лейтенант Кара Спірс Халтгрін, перша жінка-пілот літака «F-14 Tomcat», загинула, коли її літак впав у море під час посадки через несправність двигуна і помилку пілота.

### ІІІ Похід
Третє розгортання «Авраама Лінкольна» почалося в квітні 1995 року, коли корабель вирушив до Перської затоки для забезпечення допомоги операціям «Південна сторожа» і «Пильний вартовий». Під час поповнення запасів, авіаносець зіткнувся з кораблем підтримки «Сакраменто». Був пом'ятий лівий борт «Сакраменто», частково пом'яті кубрики, та був пробитий великий отвір в надбудові «Сакраменто». «Авраам Лінкольн» зміг продовжити бойове чергування, а «Сакраменто» мав піти у Джебель-Алі, ОАЕ, для ремонту протягом декількох тижнів.

### IV Похід
«Авраам Лінкольн» почав четвертий похід в червні 1998 року. Знову ж, корабель попрямував в Перську затоку на підтримку операції «Південна сторожа». Протягом цього розгортання, бойова група «Авраам Лінкольн» запустили крилаті ракети Tomahawk по двом цілям. Перша ціль — суданська фармацевтична фабрика підозрювана у наданні допомоги Усамі бен Ладену у створенні хімічної зброї. Друга ціль — табори підготовки терористів бен Ладена в Афганістані. Ці удари були виконані за наказом президента Клінтона тринадцять днів після вибухів в посольствах США в Кенії і Танзанії."Авраам Лінкольн" був нагороджений експедиційною медаллю Збройних Сил, бойова група була нагороджена Відзнакою за видатні заслуги.

### V Похід
П'ятий похід авіаносця почався в серпні 2000 року, коли «Авраам Лінкольн» знов вирушив у Перську затоку на підтримку операції «Південна сторожа». У цьому поході авіаносець, авіакрило і кораблі бойової групи отримали Відзнаку за видатні заслуги. Крім того, корабель отримав престижну премію Арлі Берка за найбільш досконале командування в Тихоокеанському флоті.
«Авраам Лінкольн» був у порту 11 вересня 2001 року. Він вийшов в море 20 липня 2002 року для підтримки операції «Непохитна свобода». Він встав на чергування ще раз на підтримку операції «Південна сторожа», перш ніж нанести візит порту Перт, Західна Австралія. Саме в цей час Лінкольн був викликаний в Перську затоку для участі в операції зі звільнення Іраку. Це змусило військово-морський флот продовжити перебування авіаносця на бойовому чергуванні від 20 січня 2003 року до 6 травня 2003 року. З борту авіаносця здійснено більше 16 500 бойових вильотів, було використано більше 700 тонн боєприпасів.

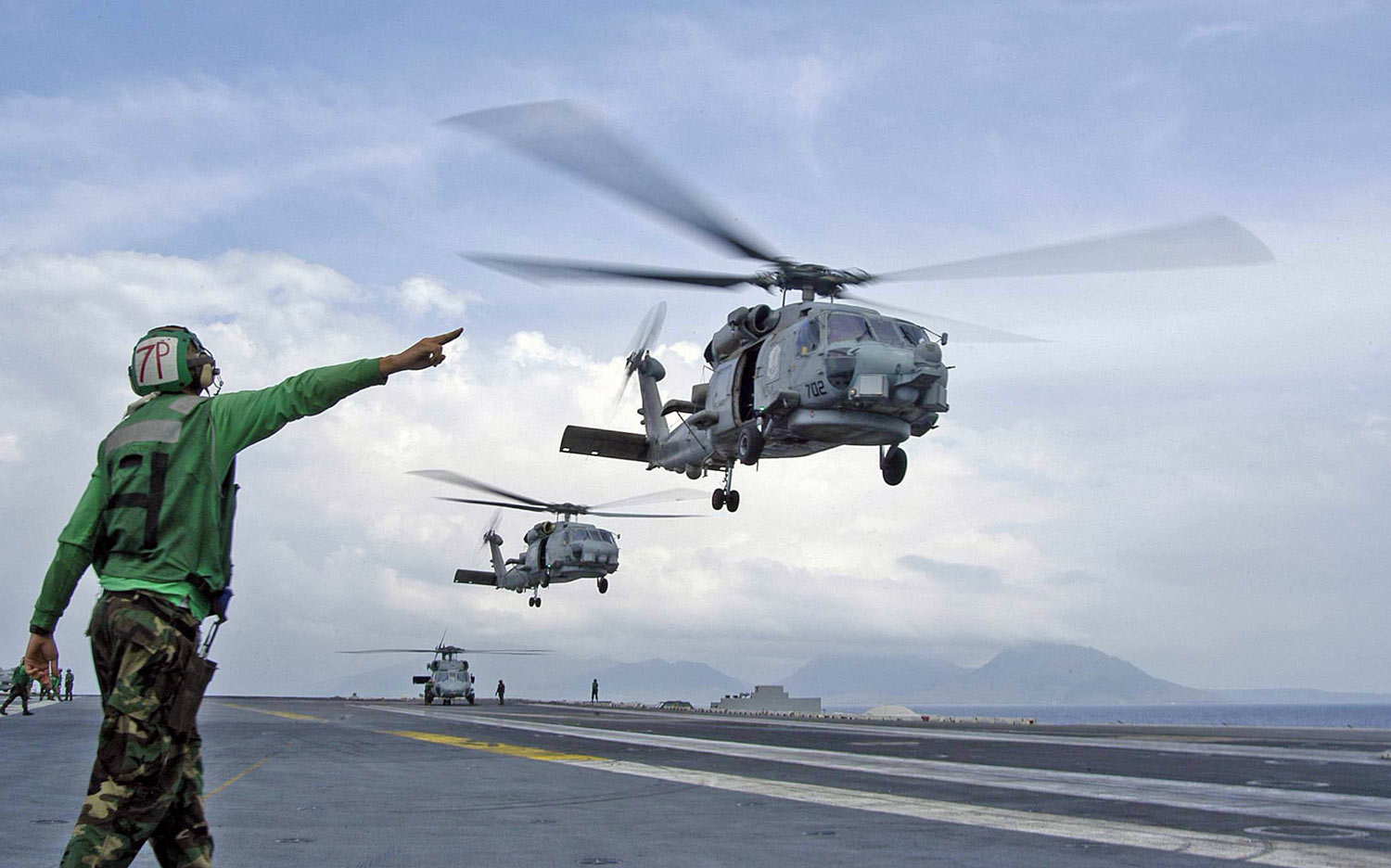
Вертольоти SH-60 Seahawk постачають населення Індонезії, 1 січня 2005 р.

1 жовтня 2004 року бойова група авіаносця була перейменована на Авіаносну ударну групу 9. «Авраам Лінкольн» вирушив в свій наступний похід 15 жовтня 2004. Авіаносець був у порту Гонконгу, коли землетрус силою 9 балів вразив Південну Азію 26 грудня 2004. Для надання допомоги в пошуково-розвідувальних роботах корабель пішов до західного узбережжя острова Суматра.
В середині січня 2005 р. авіаносець залишив індонезійські води після того, як уряд Індонезії відмовив льотчикам-винищувачів проведення повітряного патрулювання та навчально-тренувальних польотів. За законом пілоти авіаносця повинні займатися як мінімум раз в дві-три тижні, щоб залишитися на чергуванні. Незважаючи на перебування в міжнародних водах, «Авраам Лінкольн» продовжував надавати підтримку в регіоні до 4 лютого. Під час проведення допомоги протягом 33 днів Авіаносна ударна група 9 доставила 5700000 фунтів гуманітарних вантажів. 17 вертольотів ескадрилей HSL-47 «Saberhawks» і HS-2 «Golden Falcons» авіакрила CVW-2 виконали 1747 польотів вздовж західного узбережжя Суматри. Відправлення авіаносця збіглося з прибуттям судна-лікарні «Милосердя».
27 лютого 2006 р. авіаносець вийшов у черговий похід з бази Еверетт. Похід був проведений у західній частині Тихого океану. Корабель повернувся до порту приписки 8 серпня.
З 29 серпня 2006 р. до 30 червня 2007 р. авіаносець проходив переобладнання, частину строку була проведена у сухому доці на верфі П'юджет-Саунд.
13 березня 2008, корабель покинув Еверетт для розгортання в Перській затоці строком на сім місяців. 1 травня він досяг Перську затоку і змінив га чергуванні авіаносець «Гаррі Трумен» для продовження місії по звільненню Іраку. 8 липня авіаносець попрямував у бік Оманської затоки, на підтримку операції «Непохитна свобода». Він був замінений 2 вересня авіаносцем «Рональд Рейган», і повернувся 12 жовтня до порту Еверетт.
13 січня 2010 авіаносець закінчив обновлення та ремонт на верфі П'юджет-Саунд.
У 2011 році було повідомлено про зміну порту приписки на Ньюпорт-Ньюс, Вірджинія з серпня 2012 року, коли почнеться заплановане заправлення ядерним паливом та складне переобладнання.
«Авраам Лінкольн» покинув порт Еверетт у грудні 2011 р. для бойового чергування у Перській затоці. 22 січня 2012 р. «Авраам Лінкольн» увійшов до Перській затоці для заміни авіаносця «Джон Стенніс». «Авраам Лінкольн» пройшов Суецький канал у північ 16 липня 2012 р. і Гібралтарську протоку 26 липня 2012 на шляху до Сполучених Штатів. 7 серпня 2012 року авіаносець прибув на базу Норфолк після восьмимісячного розгортання у зонах відповідальності 5, 6 і 7-го флотів ВМС США.
В серпні 2018 року був розпочатий процес інтеграції новітніх літаків F-35C до авіакрила авіаносця.